# Mundialito de Fútbol Playa 2018
El  Mundialito de Fútbol Playa de 2018 fue un torneo de fútbol playa que se llevó a cabo en la Costa de Caparica en Almada, Portugal, del 15 al 17 de junio de 2018. El torneo fue disputado por cuatro selecciones en formato de todos contra todos.

## Participantes
- México
- Portugal (anfitrión)
- Japón
- España

## Clasificación
| Equipo   | Pts | PJ | PG | PG+ | PG++ | PP | GF | GC | Dif |
| -------- | --- | -- | -- | --- | ---- | -- | -- | -- | --- |
| Portugal | 6   | 3  | 1  | 1   | 1    | 0  | 10 | 7  | +3  |
| España   | 6   | 3  | 2  | 0   | 0    | 1  | 14 | 6  | +8  |
| Japón    | 3   | 3  | 1  | 0   | 0    | 2  | 10 | 12 | -2  |
| México   | 0   | 3  | 0  | 0   | 0    | 3  | 5  | 14 | -9  |

## Resultados
| 15 de junio de 2018 | Japón      | 1-6     | España                                                                      | Costa da Caparica, Almada |  |
| 13:30               | Okuyama 8' | Reporte | 4' Edu · 13', 33' Antonio · 22' (a.g.) Komaki · 28' Adri Frutos · 34' Chiky |                           |  |

| 15 de junio de 2018 | México    | 1-3     | Portugal                           | Costa da Caparica, Almada |  |
| 14:45               | Mosco 13' | Reporte | 8' R. Coimbra · 8', 17' Bé Martins |                           |  |

| 16 de junio de 2018 | España                                                       | 5-2     | México                | Costa da Caparica, Almada   |                             |
| 17:30               | Antonio 1' · Dris 6' · Cintas 11' · Llorenç 22' · Chicky 22' | Reporte | 6' Samano · 7' Torres | Árbitro(s): Francisco Costa | Árbitro(s): Francisco Costa |

| 16 de junio de 2018 | Portugal                                                       | 4-3 (t. s.) | Japón             | Costa da Caparica, Almada     |                               |
| 18:45               | Madjer 3' (pen.), 22' · Joao Gonçalves 24' (pen.) · Jordan 36' | Reporte     | 7', 22', 25' Goto | Árbitro(s): Saverio Bottalico | Árbitro(s): Saverio Bottalico |

| 17 de junio de 2018 | Japón                                                  | 6-2     | México                   | Costa da Caparica, Almada |                           |
| 13:30               | Okuyama 7', 8' · Goto 8' (pen.), 13', 17' · Komaki 14' | Reporte | 1' Alemán · 12' Vizcarra | Árbitro(s): Sergio Soares | Árbitro(s): Sergio Soares |

| 17 de junio de 2018 | Portugal                                 | 3-3 (t. s.)(2-1 p.)        | España                     | Costa da Caparica, Almada |                        |
| 14:45               | Bé Martins 25' · Jordan 27' · Madjer 32' | Reporte                    | 27', 31' Edu · 32' Llorenç | Árbitro(s): Jude Utulu    | Árbitro(s): Jude Utulu |
|                     |                                          | Tiros desde el punto penal |                            |                           |                        |
|                     | Madjer · R. Coimbra                      |                            | Antonio · Llorenç · Chiky  |                           |                        |

## Campeón
| Mundialito de Fútbol Playa 2018 |
| ------------------------------- |
| Bandera de Portugal             |
| Portugal 6º Título              |

## Premios y reconocimientos
| Mejor Jugador (MVP)     | Mejor Jugador (MVP) | Mejor Jugador (MVP) | Mejor Jugador (MVP) |
| ----------------------- | ------------------- | ------------------- | ------------------- |
| Jordan                  |                     |                     |                     |
| Goleador(es)            |                     |                     |                     |
| Takasuke Goto (6 goles) |                     |                     |                     |
| Mejor Portero           |                     |                     |                     |
| Elinton Andrade         |                     |                     |                     |